# Miroslav Šmajda
Miroslav Šmajda, Miro Šmajda oder Max Jason Mai (* 27. November 1988 in Košice, Tschechoslowakei) ist ein slowakischer Sänger. Er sang für die Slowakei beim Eurovision Song Contest 2012.

## Leben und Wirken
Šmajda wuchs bei seiner slowakischen Mutter im Osten der Slowakei auf, der Vater ist ein Tscheche. Šmajda wurde Zweiter beim Tschecho-Slowakischen Superstar im Jahr 2009. Im November 2010 veröffentlichte er sein erstes Album Čo sa týka lásky (Was die Liebe betrifft). Die Rundfunkanstalt RTVS suchte ihn im November 2011 für den Eurovision Song Contest 2012 aus. In Baku sang er schließlich unter dem Künstlernamen Max Jason Mai das Lied Don’t Close Your Eyes, schied allerdings im zweiten Halbfinale aus.

## Diskografie
Alben
- 2010: Čo sa týka lásky

Singles
- Last Forever
- Baby
- Pod vodou
- Loneliness
- Don’t Close Your Eyes